# CuteFTP
CuteFTP從1996年以來由GlobalSCAPE開發的是一系列的FTP（檔案傳輸）客戶端應用程式，具有簡便以Windows或Mac為基礎的介面並且皆適合家庭、專業使用。
CuteFTP擁有對處理資料管理的複雜艱鉅工作的工具以及幫助達到符合HIPAA、GLBA和Sarbanes-Oxley的規範包括其中：
安全性：
- FTP/S（SSL）
- HTTP/S (SSL)
- 安全指令 (SSH)
- OpenPGP加密和解密
- 單次密碼驗證協定
- 密碼管理器

## 外部連結
- CuteFTP網站（页面存档备份，存于）
- GlobalSCAPE網站（页面存档备份，存于）